# 니이촌 (미에현)
니이촌(新居村)은 미에현 아야마군에 설치되었던 촌이다. 현재의 이가시에 해당한다.

## 역사
- 1889년 4월 1일 - 정촌제 시행에 의해 아하이군 니이촌이 성립하였다.
- 1896년 4월 1일 - 군제 시행에 의해 아야마군으로 변경되었다.
- 1941년 9월 10일 - 우에노정,미타촌, 조난촌, 오타촌, 나가타촌, 하나노키촌과 합병해 우에노시가 성립하여 동일 니이촌은 폐지되었다.

## 교통

### 철도
- 일본 철도성
  - 간사이 본선
- 간사이 급행전철
  - 이가선 (현 이가 철도 이가선

## 참고문헌
- 角川日本地名大辞典 24 三重県